# Governo Filangieri
Il Governo Filangieri del Regno delle Due Sicilie è stato in carica dall'8 giugno 1859 al 16 marzo 1860.
- Composizione del governo:
  - Indipendenti

## Presidente del Consiglio dei ministri
| Carlo Filangieri |

## Ministeri

### Affari Esteri
| Ministro | Luigi Carafa di Traetto |  |

### Interno
| Ministro | Achille Rosica |  |

### Grazia e Giustizia
| Ministro | Cesare Galletti |  |

### Affari ecclesiastici e Pubblica istruzione
| Ministro | Francesco Scorza |  |

### Guerra
| Ministro | Carlo Filangieri |  |

### Finanze
| Ministro | Raimondo de Liguoro |  |

### Lavori Pubblici
| Ministro | Luigi Ajossa |  |

### Affari della Sicilia
| Ministro | Paolo Cumbo |  |

### Polizia generale
| Ministro | Francesco Antonio Casella |                                  |
| Ministro | Luigi Ajossa              | ad interim dal 28 settembre 1859 |

### Ministri senza portafoglio
| Ministro | Raffaele Carrascosa |
| Ministro | Ferdinando Troya    |